# Xylomeira tridens
Xylomeira tridens là một loài bọ cánh cứng trong họ Bostrichidae. Loài này được Fabricius miêu tả khoa học năm 1792.